# Luc Bourdon
Luc Bourdon (Shippagan, 16 febbraio 1987 – Lamèque, 29 maggio 2008) è stato un hockeista su ghiaccio canadese, di ruolo difensore.

## Carriera

### Primi anni
Nato il 16 febbraio 1987, Bourdon è stato figlio unico, cresciuto da sua madre Suzanne Boucher nella piccola comunità francofona di Shippagan, in Nuovo Brunswick. A soli nove anni, gli è stata diagnosticata l'artrite giovanile, successivamente superata. Da adolescente, ha frequentato l'École Marie-Esther Secondary, dove è stato un buon studente. Essendo cresciuto in una cittadina dove la pesca è molto importante, ha passato le estati a lavorare sulla barca di suo zio.
Dai tredici ai quattordici anni, ha giocato per i Peninsule Acadien Lynx, mentre dai quindici ai sedici per i Miramichi Rivermen, due squadre minori di hockey su ghiaccio. Dopo essere stato la terza scelta al draft 2003 della Quebec Major Junior Hockey League, Bourdon ha lasciato casa (a sedici anni), tornando a vivere con sua madre solo a stagione finita. Dopo essere diventato professionista, ha donato in maniera anonima diecimila dollari canadesi per le squadre minori di hockey, per le famiglie che non possono permettersi di acquistare il materiale necessario per far giocare i propri figli. La sua donazione è stata resa nota soltanto dopo la sua morte, avvenuta nel 2008 all'età di 21 anni per incidente stradale, dal suo ex allenatore Gilles Cormier.

## Premi

### Campionato mondiale IIHF U20
- Oro: 2006; 2007
- All Star Team: 2006
- Difensore con il maggior numero di Assist: 2006

### Campionato mondiale IIHF U18
- Argento: 2005
- Premio Miglior Difensore: 2005